# Spolu (Csehország)
A Spolu (magyarul Együtt) jobbközép szövetség Csehországban, amelyet a 2021-es országos választásokra hozott létre a Polgári Demokrata Párt (ODS), a kereszténydemokrata KDU-ČSL és a liberálkonzervatív TOP 09. 
A két párt a 2020-as helyi választások után kezdett tárgyalásokat az együttműködésről a következő parlamenti választásokon. Az együttműködést kezdetben Hármas Koalíció néven emlegették. A pártok 2020. december 9-én jelentették be, hogy a SPOLU (Együtt) néven indulnak a megmérettetésen. Ekkor mutatták be a választási programjukat is. A szövetség miniszterelnökjelöltje az ODS vezetője, Petr Fiala.
A cseh képviselőházban a 200 képviselő közül 71 tartozik a Spoluhoz, a szenátusban 81 mandátumból 42 van a kezükben, az Európai Parlamentben a 21 cseh képviselőből nyolc tartozik a párthoz.